# Weeds
Weeds è una serie televisiva statunitense del 2005, creata da Jenji Kohan, di genere commedia drammatica. La serie è stata trasmessa negli Stati Uniti dal canale Showtime dall'8 agosto 2005 al 16 settembre 2012, mentre in Italia è stata trasmessa tra il 19 ottobre 2006 e il 26 ottobre 2015.
La serie racconta le avventure di Nancy Botwin (Mary-Louise Parker), una vedova, madre di due figli Silas e Shane (Hunter Parrish) e (Alexander Gould), che si mette nel commercio della cannabis (da cui il titolo in inglese Weeds, "Erba") per mantenere la propria famiglia. Altri personaggi principali della serie sono il cognato di Nancy, Andy (Justin Kirk); lo squinternato contabile Doug Wilson (Kevin Nealon); la narcisistica vicina di casa Celia Hodes (Elizabeth Perkins), che vive con il marito Dean (Andy Milder) e la figlia minore Isabelle (Allie Grant); così come i fornitori Heylia James (Tonye Patano) e Conrad Shepard (Romany Malco). Nel corso della serie la famiglia Botwin viene sempre più coinvolta in attività illegali.
Jenji Kohan è stata la showrunner e produttrice esecutiva della serie, con la sua Tilted Productions. Le prime tre stagioni sono ambientate nella cittadina imaginaria di Agrestic, situata nella San Fernando Valley, a Los Angeles, in California. Nella quarta e quinta stagione la famiglia Botwin si sposta nell'altrettanto immaginario sobborgo di San Diego, Ren Mar. Nella sesta stagione la famiglia si trasferisce a Seattle, nello stato di Washington, e quindi a Dearborn, in Michigan. Nella settima stagione la famiglia risiede a Manhattan, New York, ma si stabilizza nel Connecticut alla fine della settima e durante l'ottava stagione.
Quando la serie ha debuttato sul canale via cavo di Showtime, ha ottenuto il più alto punteggio del canale. La serie ha ricevuto numerosi premi, compresi due Emmy, due Satellite Award, un Golden Globe, un Writers Guild Award e un Young Artist Award.

## Trama
Agrestic, California. In seguito alla morte improvvisa di suo marito Judah, Nancy Botwin decide di intraprendere l'attività di spacciatrice di marijuana per mantenere un agiato tenore di vita ed assicurare una buona istruzione ai suoi due figli Silas e Shane. Nancy rimane sorpresa per il grande consumo di erba nella ricca area residenziale in cui vive con la sua famiglia che comprende anche suo cognato Andy, fratello del suo defunto marito, e Lupita, la domestica scansafatiche di origini ispaniche. Ad Agrestic vivono inoltre il ragioniere di Nancy, Doug Wilson, l'avvocato Dean Hodes con sua moglie Celia e sua figlia Isabelle , ed i suoi fornitori di marijuana Heylia, Conrad e Vaneeta.
Ben presto Nancy si trova a dover affrontare i rischi e pericoli che il suo mestiere comporta e dopo aver scoperto che il suo nuovo compagno Peter Scottson è un agente della DEA decide di lasciarlo. Lui la informa di sapere tutto sulla sua attività, così i due decidono di sposarsi segretamente in modo che Peter non possa testimoniare contro di lei. Nancy e Conrad ampliano l'attività costruendo una serra e iniziando a coltivare erba e per questo si scontrano ineluttabilmente con i produttori locali di marijuana. Nancy confida al suo amico e socio di non provare alcun sentimento per Peter, ma di stare con lui solo per interesse. L'agente Scottson, una volta scoperto il tradimento, ricatta i due intimandoli di vendere tutta la loro roba e dargli il ricavato per non essere arrestati. Le cose precipitano quando Nancy si trova nel mezzo di uno scontro tra bande: Peter viene assassinato da uno dei gruppi mafiosi ed in seguito ad una serie di sfortunate coincidenze la donna si trova costretta a dover lavorare per U-Turn, spacciatore di droga e capo di una gang. Con la morte di quest'ultimo, Nancy finalmente libera trova protezione presso Guillermo García Gómez, con cui si mette in affari. Egli per aiutarla a eliminare la concorrenza provoca un incendio che distrugge la cittadina di Agrestic.
In seguito all'incendio Nancy con la sua famiglia è costretta a scappare, così si trasferiscono a Ren Mar a casa del suocero di lei. Guillermo le affida un negozio di articoli premaman che gestisce insieme alla sua nemica/amica Celia e che è in realtà una copertura per un tunnel utilizzato per il traffico di marijuana tra la California e il Messico. Stanca della monotonia del suo lavoro come commessa ed in seguito al rifiuto di Guillermo, Nancy si mette in affari con Esteban Reyes, capo del Cartello messicano e sindaco di Tijuana. Con lui la donna inizia anche una relazione sentimentale. Una volta scoperto che il tunnel veniva utilizzato anche per il traffico d'armi e di giovani prostitute ed in preda a sensi di colpa, Nancy decide di fare una soffiata alla DEA e Guillermo ed altri membri del clan vengono arrestati dai federali. La donna riesce ad evitare la vendetta da parte di Esteban solo perché si scopre incinta. Dopo il matrimonio e la nascita del loro figlio Steven Ray la tranquillità di Nancy è ostacolata da Pilar Zuazo, una leader politica molto influente che non vede di buon occhio l'unione di Esteban con una donna non messicana. Quando questa minaccia Nancy di uccidere i suoi figli Shane la colpisce mortalmente con una mazza da cricket.
Nancy e la sua famiglia si danno nuovamente alla fuga e compiono un viaggio 'on the road' per gli States inseguiti da Esteban che rivuole indietro suo figlio e dall'FBI che sta cercando di fare luce sull'omicidio di Pilar Zuazo. Quando i Botwin stanno per abbandonare il paese Esteban riesce a raggiungerli in aeroporto fermando Nancy e Stevie mentre Andy, Silas, Shane e Doug si imbarcano su un volo per Copenaghen. Per sfuggire ad una morte certa per mano di Estaban la donna si costituisce all'FBI per l'omicidio di Pilar facendo arrestare anche suo marito (che morirà in carcere per mano di un altro detenuto).
Dopo tre anni dal suo arresto Nancy viene rilasciata sulla parola per buona condotta e trova difficoltà a reintegrarsi nella società e a trovare un lavoro. Si trova inoltre a dover lottare con sua sorella Jill Price-Gray per la custodia del piccolo Stevie che ora ha quattro anni. Riesce in seguito ad ottenere una stabilità economica ed emotiva, quando si rimette in affari con Heylia per lo spaccio di marijuana, e raggiunge un compromesso con Jill per la custodia di suo figlio. Quando sembra che tutto le stia andando per il verso giusto, Tim Scottson (figlio del suo secondo marito Peter Scottson) spara a Nancy, ritenendola responsabile della morte di suo padre. Nancy sopravvive allo sparo e dopo un lungo periodo di riabilitazione la donna è pronta a ripartire da zero e a cambiare vita. Un'altra volta troviamo la donna coinvolta nella vendita di marijuana ma ora legalmente, per una azienda farmaceutica. In seguito la donna, intuito che la nuova frontiera della vendita del tabacco e delle sigarette è appunto la marijuana ed intuito che la legalizzazione della pianta è prossima, decide di investire il suo denaro in questa direzione chiedendo l'aiuto di Guillermo, ormai uscito di prigione, e di Conrad che si sta per sposare.
Il finale della serie è ambientato in un futuro prossimo non meglio definito (a circa otto anni di distanza). Nancy è ora una donna di successo che ha fatto fortuna grazie alla legalizzazione della marijuana ed è proprietaria di una catena di circa 50 negozi. Si viene a sapere che è stata sposata con David Bloom, il rabbino suo vicino di casa, e che è rimasta nuovamente vedova in quanto egli è morto in un incidente stradale. In occasione del Bar mitzvah di Stevie la sua famiglia e gli amici si riuniscono per festeggiare. Silas è un coltivatore di marijuana, ha una figlia ed è sposato con Megan la quale nutre ostilità nei confronti di Nancy e le impedisce di avvicinarsi a sua nipote. Shane è un poliziotto con problemi di alcolismo e viene convinto da sua madre ad entrare in riabilitazione. Andy, trovato il coraggio di allontanarsi definitivamente da Nancy, si è fatto una nuova vita a Ren Mar, dove ha avuto una figlia e possiede un ristorante. Stevie, venuto a conoscenza della vera identità di suo padre da parte di Guillermo, abbandona l'ebraismo e decide di partire per il College riconoscendo in Nancy la figura più importante della sua vita. Dean vive in una barca, sua figlia Isabelle che ha cambiato sesso si fa chiamare Bruce e Doug che ha fondato una religione di cui è il capo spirituale si riappacifica con suo figlio Josh. Dopo un'esitazione iniziale Nancy decide di vendere la sua impresa a Starbucks. Si ritrova sola ma allo stesso tempo libera da qualsiasi legame e pronta a scoprire cosa la vita ha in serbo ora per lei.
Nell'ultima scena Nancy, Doug, Silas, Shane ed Andy si ritrovano fuori dall'abitazione sotto la neve e fumano insieme ridendo senza un preciso motivo.

## Episodi
| Stagione         | Episodi | Prima TV USA | Prima TV Italia |
| ---------------- | ------- | ------------ | --------------- |
| Prima stagione   | 10      | 2005         | 2006            |
| Seconda stagione | 12      | 2006         | 2009            |
| Terza stagione   | 15      | 2007         | 2010            |
| Quarta stagione  | 13      | 2008         | 2010-2011       |
| Quinta stagione  | 13      | 2009         | 2013            |
| Sesta stagione   | 13      | 2010         | 2013            |
| Settima stagione | 13      | 2011         | 2015            |
| Ottava stagione  | 13      | 2012         | 2015            |

## Personaggi e interpreti

### Personaggi principali
- Nancy Botwin (stagioni 1-8), interpretata da Mary-Louise Parker e doppiata da Franca D'Amato
- Andy Botwin (stagioni 1-8), interpretato da Justin Kirk e doppiato da Massimiliano Manfredi
- Silas Botwin (stagioni 1-8), interpretato da Hunter Parrish e doppiato da Davide Perino
- Shane Botwin (stagioni 1-8), interpretato da Alexander Gould e doppiato da Manuel Meli
- Doug Wilson (stagioni 1-8), interpretato da Kevin Nealon e doppiato da Pasquale Anselmo
- Celia Hodes (stagioni 1-5), interpretata da Elizabeth Perkins e doppiata da Cristiana Lionello
- Dean Hodes (stagioni 1-5, 7-8), interpretato da Andy Milder e doppiato da Roberto Certomà
- Conrad Shepard (stagioni 1-3, 8), interpretato da Romany Malco e doppiato da Francesco Meoni
- Heylia James (stagioni 1-3, 7), interpretata da Tonye Patano e doppiata da Cristina Aubry
- Isabelle Hodes (stagioni 1-5), interpretata da Allie Grant e doppiata da Emanuela Ionica
- Peter Scottson (stagioni 1-2), interpretato da Martin Donovan
- Esteban Reyes (stagioni 4-6), interpretato da Demián Bichir e doppiato da Massimo Rossi

### Personaggi secondari
- Vaneeta James (stagioni 1-3), interpretata da Indigo
- Sanjay (stagioni 1-5, 8), interpretato da Maulik Pancholy e doppiato da Corrado Conforti
- Lupita (stagioni 1-3, 5-6, 8), interpretata da Renee Victor e doppiata da Doriana Chierici
- U-Turn (stagioni 2-3), interpretato da Page Kennedy e doppiato da Simone Mori
- Tara Lindman (stagioni 3), interpretata da Mary-Kate Olsen e doppiata da Ilaria Latini
- Sullivan Groff (stagioni 3), interpretato da Matthew Modine e doppiato da Mario Cordova
- Megan Graves (stagioni 1-2, 8), interpretata da Shoshannah Stern
- Guillermo García Gómez (stagioni 2-6, 8), interpretato da Guillermo Dìaz

### Guest star
- Justin Chatwin: Josh Wilson (stagione 1 e 8)
- Snoop Dogg: se stesso (stagione 2)
- Zooey Deschanel: Kat Wheeler (stagioni 2-3)
- Carrie Fisher: Arlene Cutter (stagione 3)
- Lexington Steele: se stesso (stagione 3)
- Sprague Grayden: Denise (stagione 3)
- Emilio Rivera: El Coyote (stagione 4)
- Bob Odenkirk:  Barry (stagione 3)
- Kate del Castillo: Pilar Zuazo (stagione 5)
- Albert Brooks: Lenny Botwin (stagione 4)
- Larry Joe Campbell: C.P. Jones (stagione 5)
- Alanis Morissette: Dr.ssa Audra Kitson (stagioni 5-6)
- Jennifer Jason Leigh: Jill Price-Gray (stagioni 5-7)
- Linda Hamilton: Linda (stagione 6)
- Peter Stormare: Chef Wagner (stagione 6)
- Richard Dreyfuss: Warren Schiff (stagione 6)
- Michelle Trachtenberg: Emma (stagione 7)

## Produzione

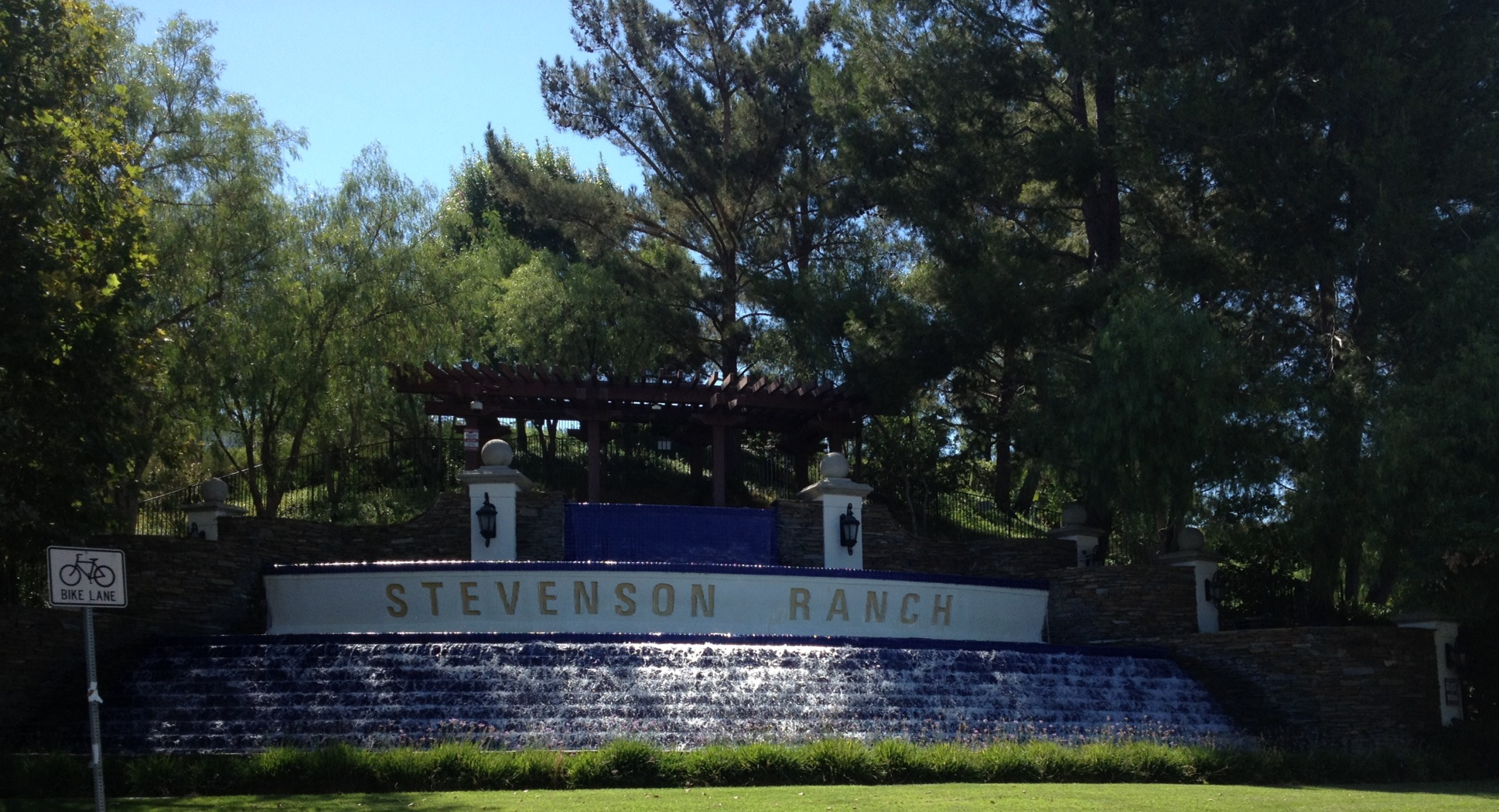
Lo Stevenson Ranch in California, una location della serie

Prodotta dalla Tilted Productions, in associazione con la Lionsgate Television, la serie è ispirata a serie crime come The Shield e I Soprano, con le quali ha in comune un "antieroe" protagonista che segue un proprio codice morale che va contro le regole della società. Il titolo, come ha affermato l'ideatrice della serie Jenji Kohan, fa riferimento a "un sacco di cose", compresa la marijuana e le widow's weeds (lett. "erbacce delle vedove"), con il significato principale di "piante resistenti che lottano per sopravvivere". La premessa alla base della serie, e illustrata dal testo della sigla Little Boxes, è quella di una satira con personaggi fuori contesto alle prese con la realtà suburbana fasulla, in cui "tutto è stile, senza alcuna sostanza". Come affermato dalla stessa Kohan, la serie è stata proposta inizialmente alla HBO, che l'ha rifiutata. Robert Greenblatt ha così finanziato la serie, prima che venisse commissionata da Showtime.
La showrunner e principale autrice Jenji Kohan, la cui filmografia comprende serie come Tracey Takes On..., Innamorati pazzi e Sex and the City, è anche la produttrice esecutiva della serie, assieme a Roberto Benabib, celebre per Little City. La Kohan ha anche spiegato che lei e Banabib gestiscano la writers room. Nelle stagioni successive lo sceneggiatore Matthew Salsberg e il regista Craig Zisk si sono uniti come produttori esecutivi delle ultime stagioni. A seguito dell'abbandono di Craig Zisk dopo la quinta stagione, Mary Brurkley, il regista Scott Ellis e Lisa Vinnecour sono stati aggiunti quali produttori esecutivi. Gli sceneggiatori Victoria Morrow e Stephen Falks sono stati aggiunti come produttori esecutivi dell'ottava stagione.
Gli esterni della serie per le prime due stagioni sono state girate quasi esclusivamente a Stevenson Ranch, un'area suburbana di Santa Clarita Valley, in California. La grande fontana con la scritta Agrestic (che poi diventerà Majestic, nella seconda stagione), che si può vedere nei titoli di testa delle prime tre stagioni, sono state riprese all'angolo tra la strada panoramica di Stevenson Ranch e Holmes Place. Il nome "Stevenson Ranch" è stato sostituito digitalmente con "Agrestic" nella prima stagione e con "Majestic" e "Regrestic" nelle successive stagioni. La vista dal satellite della cittadina all'inizio dei titoli di testa delle prime tre stagioni è in realtà quella di Calabasas Hills, una gated community di Calabasas, sempre in California. La scena del caffè A Grind nei titoli di testa delle prime tre stagioni è una succursale del marchio It's A Grind, del Retail Food Group, situato a Castaic, in California. Gli interni della serie sono stati girati ai Red Studios, precedentemente conosciuti come Ren-Mar Studios. La produzione della serie si è spostata agli Universal Studios durante la settima stagione. Una versione della voce in inglese di Wikipedia sulla serie è stata utilizzata come introduzione del settimo episodio Alla fine del marciapiede (Where the Sidewalk Ends, 2009) della quinta stagione della serie.

## Colonna sonora

### Musiche
Le musiche originali della prima stagione della serie televisiva sono composte da Joey Santiago, già chitarrista dei Pixies. Le musiche delle restanti sette stagioni sono state affidate a Brandon Jay e Gwendolyn Sanford. Altri singoli episodi sono stati musicati da John Dragonetti, Troy Horne, Adam Samuel Goldman e Jeff Russo. Tra i numerosi supervisori, editori e coordinatori, figurano Gary Calamar e Alyson Vidoli, Amine Ramer e Bruce Gilbert.

### Titoli di testa
Per la sigla iniziale di Weeds viene utilizzato il brano Little Boxes, scritto da Malvina Reynolds nel 1962. La versione utilizzata per tutti gli episodi della prima stagione è quella cantata dalla sua autrice. Nella seconda, terza e ottava stagione, la sigla presenta cover eseguita da un artista differente per ogni episodio, tranne la puntata finale della seconda e la prima dell'ottava stagione, in cui viene utilizzata la versione di Malvina Reynolds. Anche nella quarta stagione, il primo episodio apre la prima stagione, ma dal secondo episodio della quarta fino all'ultimo della settima stagione, la sigla è assente ed è sostituita da un breve video riassuntivo dell'episodio.
La canzone Little Boxes viene citata anche nell'ottavo episodio della quarta stagione, quando una Nancy assonnata dice al figlio Shane che lui sarebbe "diventato un dottore o un avvocato o un dirigente d'azienda". Nei titoli di testa dell'ottavo episodio della settima stagione, si sente una donna canticchiare la melodia di Little Boxes mentre sistema i soprammobili su uno scaffale.

#### Interpreti
Gli artisti che interpretano Little Boxes nelle varie puntate sono:
Prima stagione
- Malvina Reynolds (tutti gli episodi)

Seconda stagione
1. Elvis Costello
2. Death Cab for Cutie
3. Engelbert Humperdinck
4. Kate & Anna McGarrigle
5. Charles Barnett
6. Aidan Hawken
7. Ozomatli
8. The Submarines
9. Tim DeLaughter of Polyphonic Spree
10. Regina Spektor
11. Jenny Lewis e Johnathan Rice
12. Malvina Reynolds

Terza stagione
1. Randy Newman
2. Angélique Kidjo
3. Kinky
4. Donovan
5. Billy Bob Thornton
6. The Shins
7. The Individuals
8. Man Man
9. Joan Baez
10. The Decemberists
11. Michael Franti
12. Persephone's Bees
13. Laurie Berkner
14. Linkin Park
15. Malvina Reynolds (titoli di testa), Pete Seeger (titoli di coda)

Quarta stagione
1. Malvina Reynolds

Ottava stagione
1. Malvina Reynolds
2. Ben Folds
3. Steve Martin & Kevin Nealon
4. The Bronx
5. The Mountain Goats
6. Bomb the Music Industry!
7. The Womenfolk
8. The Thermals
9. Dierks Bentley
10. Hunter Parrish
11. Aimee Mann
12. Malvina Reynolds

### Album discografici
La colonna sonora della serie è stata raggruppata in quattro album:
- 2005 - AA.VV. Weeds: Music from the Original Series
- 2006 - AA.VV. Weeds: Music from the Original Series, Volume 2
- 2008 - AA.VV. Weeds: Music from the Series, Vol. 3
- 2009 - AA.VV. Weeds: Music from the Series, Vol. 4

## Distribuzione

### Trasmissione
La serie è stata trasmessa negli Stati Uniti, dal canale televisivo Showtime, dal 7 agosto 2005 al 16 settembre 2012. Il 13 giugno 2012 Showtime ha annunciato che l'ottava stagione di Weeds sarebbe stata l'ultima prodotta.  Nel 2012 TV Guide Network ha acquisito i diritti di trasmissione della serie, trasmettendone una versione modificata in chiaro.
In Italia la prima stagione è stata trasmessa da Rai 2 dal 19 ottobre al 29 novembre 2006 – prima di essere censurata dal consiglio d'amministrazione dell'emittente e slittare dalla seconda alla terza serata. Dopo una pausa di circa due anni dal 14 gennaio al 25 marzo 2009 è stata trasmessa la seconda stagione, sullo stesso canale. La serie si è poi spostata su Rai 4 che ha trasmesso la terza e la quarta stagione dal 4 ottobre 2010. Dal 2 maggio 2013, il canale manda in onda la quinta e sesta stagione in prima visione in chiaro. Dal 5 febbraio 2015 Rai 4 trasmette per la prima volta anche la settima stagione. Il 26 ottobre 2015 è stata caricata l'intera ottava stagione sulla piattaforma on demand Mediaset Infinity. Dal 18 marzo 2016 va in onda l'ottava ed ultima stagione della serie su Rai 4.

### Home video
Della serie sono stati realizzati per il mercato home video i DVD in regione 1 della stagione 1 solo in formato 4:3. In regione 2 e 4 sono è invece disponibile in formato widescreen. La prima stagione è stata pubblicata in Blu-ray il 29 maggio 2007, mentre la seconda stagione il 24 luglio dello stesso anno. Entrambe le stagioni includono tutti gli episodi in formato widescreen a 1080p di risoluzione, con audio sia Dolby Digital EX che DTS-HD (per la prima stagione) o LPCM (per la seconda stagione), pià degli extra realizzati in esclusiva per il Blu-ray. La terza stagione è stata pubblicata su Blu-ray il 3 giugno 2008. La prima stagione è inoltre contenuta in dischi Blu-ray multiregione, mentre la quarta stagione è contenuta in un disco bloccato alla sola regione A.
A fine 2008 la quarta e la quinta stagione di Weeds sono state distribuite in regione B nei Paesi Bassi. Successivamente è stato distribuito anche un DVD in regione 2 della quarta stagione. Ad ogni modo al DVD in regione 2 non è seguito un Blu-ray in regione B. Showtime non ha rilasciato dichiarazioni in merito o se prevedono di pubblicare una versione in Blu-ray in regione B o se verranno accordati ulteriori diritti di trasmissione fuori dagli Stati Uniti. Lo stesso blocco di regione è stato applicato sul Blu-ray della quinta stagione. Le stagioni dalla 2 alla 5 sono state pubblicate in Blu-ray in regione B in Australia nel novembre 2011, mentre un Blu-ray in regione B della sesta stagione è stato pubblicato il 16 dicembre dello stesso anno. Nel 2012 è stata pubblicata in Blu-ray anche la settima stagione.
Uno speciale extra contenuto nel DVD della seconda stagione, una parodia di un programma di cucina a base di marijuana, è stato respinto dalla British Board of Film Classification, perché considerato "probabile [...] promozione e incoraggiamento all'uso di droghe illegali".

## Accoglienza
Durante il primo anno di messa in onda, Weeds è stata la serie più votata di Showtime. La premiere della quarta stagione ha attirato 1,3 milioni di spettatori su Showtime, l'audience più alta di sempre del canale. La stagione nel suo insieme ha registrato una media di 962.000 spettatori. All'inizio della terza stagione, nell'autunno del 2007, Slate ha classificato Nancy Botwin come uno dei migliori personaggi della televisione. James Poniewozik di Time ha classificato Weeds al nono posto di una classifica di 10 serie di ritorno del 2007. The New York Times ha espresso l'opinione che la serie sia stata trasformata per Showtime. Metacritic ha assegnato alla prima stagione un punteggio di 70 su 100; alla seconda stagione un punteggio di 78 su 100; alla terza di 82 su 100; alla quarta stagione di 67 su 100;; alla quinta di 73 su 100; alla sesta di 56 su 100; alla settima di 68 su 100; all'ottava di 57 su 100; per un punteggio complessivo di 71 su 100, da parte della critica, e di 6,5 su 10, da parte del pubblico.

## Opere derivate
Il 7 agosto 2007, la Simon Spotlight, una divisione della Simon & Schuster, ha pubblicato il libro scritto da Kera Bolonik In the Weeds. The Official Guide to the Showtime Series, contenente interviste alla creatrice della serie, agli sceneggiatori, ai produttori e all'intero cast. Il libro contiene inoltre descrizioni dettagliate dei personaggi e delle singole trame, ricette, curiosità e informazioni sui dietro le quinte.

## Riconoscimenti (parziale)
- Golden Globe
  - 2006 - Miglior attrice in una serie commedia o musicale a Mary-Louise Parker
  - 2006 - Candidatura come miglior attrice non protagonista in una serie a Elizabeth Perkins
  - 2006 - Candidatura come miglior serie commedia o musicale
  - 2007 - Candidatura come miglior attore non protagonista in una serie a Justin Kirk
  - 2007 - Candidatura come miglior attrice in una serie commedia o musicale a Mary-Louise Parker
  - 2007 - Candidatura come miglior serie commedia o musicale
  - 2008 - Candidatura come miglior attrice in una serie commedia o musicale a Mary-Louise Parker
  - 2009 - Candidatura come miglior attrice in una serie commedia o musicale a Mary-Louise Parker
  - 2009 - Candidatura come miglior serie commedia o musicale
- Premio Emmy
  - 2006 - Candidatura come migliore attrice non protagonista in una serie commedia a Elizabeth Perkins
  - 2006 - Candidatura come migliore regia per una serie commedia a Craig Zisk per l'episodio Concorrenza sleale
  - 2007 - Candidatura come migliore attrice in una serie comica o commedia a Mary-Louise Parker
  - 2007 - Candidatura come migliore attrice non protagonista in una serie comica o commedia a Elizabeth Perkins
  - 2008 - Candidatura come migliore attrice in una serie comica o commedia a Mary-Louise Parker
  - 2009 - Candidatura come migliore serie tv commedia
  - 2009 - Candidatura come migliore attrice in una serie comica o commedia a Mary-Louise Parker
  - 2009 - Candidatura come migliore attrice non protagonista in una serie commedia a Elizabeth Perkins
- Satellite Award
  - 2005 - Miglior attrice in una serie commedia o musicale a Mary-Louise Parker (ex aequo con Felicity Huffman per Desperate Housewives)
  - 2005 - Candidatura come miglior attrice in una serie commedia o musicale a Elizabeth Perkins
  - 2006 - Candidatura come miglior attrice in una serie commedia o musicale a Mary-Louise Parker
  - 2006 - Candidatura come miglior attrice non protagonista in una serie, miniserie o film per la televisione a Elizabeth Perkins
  - 2007 - Candidatura come miglior attore non protagonista in una serie, miniserie o film per la televisione a Justin Kirk
  - 2007 - Candidatura come miglior serie commedia o musicale
  - 2008 - Miglior attore in una serie commedia o musicale a Justin Kirk
  - 2008 - Candidatura come miglior attrice in una serie commedia o musicale
  - 2009 - Candidatura come miglior serie commedia o musicale
  - 2009 - Candidatura come miglior attrice in una serie commedia o musicale a Mary-Louise Parker
  - 2010 - Candidatura come miglior attrice in una serie drammatica a Mary-Louise Parker
- Writers Guild of America Award
  - 2006 - Miglior commedia a episodi a Jenji Kohan per l'episodio Non puoi sfuggire all'orso!
  - 2009 - Candidatura come miglior serie commedia a Roberto Benabib, Mark A. Burley, Ron Fitzgerald, Dave Holstein, Rolin Jones, Brendan Kelly, Jenji Kohan, Victoria Morrow e Matthew Salsberg
  - 2012 - Candidatur al Premio WGA (TV) - Commedia a episodi a Stefano Falk per l'episodio Proprietà di un oggetto
- Young Artist Award
  - 2007 - Miglior interpretazione in una serie TV (commedia o drammatica) - Giovane attore non protagonista ad Alexander Gould
  - 2007 - Candidatura come miglior interpretazione in una serie TV (commedia o drammatica) - Giovane attrice non protagonista ad Allie Grant
  - 2008 - Candidatura come miglior interpretazione in una serie TV - Giovane attore non protagonista ad Alexander Gould
  - 2009 - Candidatura come miglior interpretazione in una serie TV - Giovane attore ricorrente a Joey Luthman
  - 2013 - Miglior interpretazione in una serie TV - Guest star giovane attore 11-13 anni a Mateus Ward e a Showtime
  - 2013 - Candidatura come Miglior giovane attrice guest star in uno show televisivo a Mateus Ward e a Showtime Networks